# Chaetocolea
Chaetocolea là một chi rêu trong họ Pseudolepicoleaceae.